# Tamga
Tamga (iz staroturškega 𐱃𐰢𐰍𐰀, tamga, dobesedno žig, pečat, osmansko طمغا, damga, mongolsko тамга, tamga) je abstrakten žig ali pečat, ki je bil v rabi med evrazijskiki nomadi in kulturami, na katere so vplivali. Tamga je bila običajno znak določenega plemena, klana ali družine. Med evrazijskimi nomadi je bila v rabi v celem klasičnem starem in srednjem veku.
Tamgi podobne simbole so privzela tudi nekatera stalno naseljena ljudstva v Pontsko-Kaspijski stepi, tako v Evropi kot v Srednji Aziji.

## Tamge v stepskem izročilu

### Izvor
Tamge izvirajo iz prazgodovine, vendar njihove natančne rabe in razvoja ni mogoče slediti skozi celo zgodovino. Prazgodovinski simboli, vklesani v skale, se običajno štejejo za tamge in so zelo verjetno imeli enak pomen kot kasnejše srednjeveške.
V kasnejšem Bosporskem kraljestvu je vladajoča dinastija uporabljala osebne tamge, sestavljene iz dela, ki je predstavljal družino, in dela, ki je predstavljal posameznega kralja. Raba je bila očitno nadaljevanje stepskih običajev in poskus utrditve kraljevih vezi s stalno naseljenimi in nomadskimi prebivalci kraljestva.

### Mongolsko cesarstvo
Izraz tamga ali tamag  v mongolščini pomeni žig ali pečat. V Mongolskem cesarstvu je bila tamga žig, s katerim so se označevali obdavčeni predmeti kot  dokaz, da je bila plačana taksa na blagovni promet.
Z vročimi železnimi  tamgami v Mogoliji še vedno žigosajo domače živali, na primer konje, da se prepozna njihovega lastnika. Živina in konji se pogosto cele dneve pasejo brez vsakega nadzora. Vsaka družina ima svojo tamgo. Žigi so običajno preprosti, sestavljeni iz ukrivljenih železnih delov.
Tamag je tudi "državni pečat" Mongolije, ki ga predsednik države ob predaji oblasti simbolično preda novemu predsedniku. Tamag je seveda bolj dodelan in se hrani v leseni skrinjici.

### Turška ljudstva
Vladarji nomadskih Turkov v vzhodni Anatoliji in Iraku so še naprej uporabljali svoje klanske tamge, ki so postale del nacionalistične ikonografije. Plemenski zvezi Ak Kojunlu (Turkmeni bele ovce) v Anatoliji in  Kara Kojunlu  (Turkmeni črme ovce) v Iraku so svojo tamgo upodobili tudi na svoji zastavi in kovancih. 
Turki, ki so ostali v svoji domovini (Turkestan), so tamge še naprej uporabljali samo za tisto, čemur so bile prvotno namenjene – žigosanju živine in prepoznavanju klana. Enako vlogo je tamga obdržala tudi med sodobnimi turškimi ljudstvi.
Ko so turški klani ustalili, so svoje tamge opustili, ker so izgubile svoj prvotni pomen. To je postalo očitno po bitki pri Manzikertu leta 1071,  ko so turški klani zasedli vzhodno in zahodno Anatolijo. V zahodni Antoliji so ustanovili Sultanat Rum in postal aristokrati v bizantinskem slogu. Ko je sultanat razpadel na množico  fedalnih bejlukov (Džandarogularji, Karamanidi in drugi), je večina Turkov prevzela takratni islamski simbol Salomonov pečat. Tamgo je obdržal samo Osmanski bejljuk, ki se je kasneje razvil v Osmansko cesarstvo. Tamga je imela obliko zelo stiliziranega loka, ki se je nazadnje pretvoril v polmesec.
Tamge 21 oguških plemen, Čaruklugi je niso imeli, je v priročniku o turških jezikih Dīwān Lughāt al-Turk zbral in v letih 1072–1074 objavil Mahmud al-Kašgari:
- Kınık
- Kayı
- Bajandur
- Iva (Jiva)
- Salur
- Afšar
- Begdili
- Bugduz
- Bajat
- Jazigir
- Ejmur
- Karaboluk
- Аlkaboluk
- Iğdır
- Uregir (Jüregir)
- Tutirka
- Ulajundluğ
- Döger
- Pečeneg
- Čuvaldar
- Čepni
- Čaruklug

## Sekundarna raba

### Vzhodna Evropa
V Rusiji je izraz tamga (rusko тамга) preživel v državni carinski službi in z njo povezanimi izrazi: tamožnja (таможня, carina),  tamožennik (таможенник, carinik) in rastamožit'  (растаможить, plačati carinske dajatve). 
V Ukrajini je trizob (ukrajinsko тризуб, trizub) državni simbol.

### Islamska cesarstva
V poznosrednjeveških turško-mongolskih državah se je izraz tamga uporabljal za vse vrste uradnih pečatov. Izraz se je obdržal tudi v zgodnjih sodobnih islamskih cesarstvih (Osmansko in Mogulsko cesarstvo) in nekaterih njihovih naslednikih. 
V urdujščini, ki je absorbirala turški besednjak, izraz tamga pomeni odlikovanje. Tamga-i-Džurat je četrto najvišje vojaško odlikovanje Pakistana in pomeni "medalja za odličnost". Podeljuje se vojaškim in civilnim osebam. Tamga-i-Kidmat ali Tamga-e-Kidmat (تمغۂ خدمت), ki se prevede kot "medalja za služenje" ali "medalja za zasluge" je sedma najvišja čast, ki jo podeljuje pakistanska vlada vojaškim in civilnim osebam. Dostopna je tudi neppoblaščenim uradnikom za dolgoletno delo ali posebne zasluge. 
V Egiptu se izraz damga (arabsko دمغة) ali tamga (تمغة) še vedno uporablja v dveh kontekstih. Prvi  je davek ali pristojbina, povezana z vlado. Običajno ima obliko kolekov, ki jih je treba kupiti in prilepiti na vladne dokumente  kot sta vozniško dovoljenje ali regstracija pogodbe. Izraz izhaja iz osmanskega izraza bamga resmi.  Drugi kontekst je žig na vsakem kosu zlatega in srebrnega nakita, ki potrjuje, da je pristen in ni izdelan iz nežlahtnih kovin.